# 李騰芳古宅
24°53′27″N 121°17′44″E / 24.8907724546631°N 121.2956785842°E
李騰芳古宅，又稱為李金興古宅、李金興古厝或李舉人古厝，位於臺灣桃園市大溪區，為桃園市境內的國定古蹟，目前財產權所有人為李金興五大公業。

## 源起
李家原居於福建漳州府詔安縣秀篆鎮寨坪村，來臺開基先祖李善明，由臺南登陸，初居楊梅，之後輾轉來到現今桃園市大溪區美華里的小角仔定居，李善明第五子李先抓遷至月眉開墾，李先抓之子李炳生以屠宰業起家，後經營米糧生意，並利用大嵙崁溪（現今大漢溪）航運之便使家業蒸蒸日上，家號「李金興」。炳生三子李騰芳本名有慶，字香閣，號蘭亭，官名騰芳，1814（嘉慶19）年生。李騰芳於1856年（咸豐6年）年43歲時中秀才；同治4年（乙丑1865）至福建參加補行甲子科（1864年）鄉試中舉人第二十一名，為同年台灣出身士子中最佳者；又三年，捐內閣中書。其在大溪文壇有舉足輕重的地位，大溪的地名也因其科舉登第之故，由「大姑陷」，改為「大科崁」，後來再改為「大嵙崁」。約在同一時間，李家武將李朝華是為義民軍出身，獲林朝棟重用委以主辦棟軍之棟字隘勇中營，子李家充為「分水崙戰役」主要將領。
「騰芳」為考中舉人時皇帝所賜的官章。

## 建築風格
李騰芳古宅整體建築細緻、優雅、規模大，屬於典型詔安客家建築。主建築的規模為兩堂四護龍，形勢完整。格局以四合院為基礎，向前延伸出兩道護龍，構成包圍外亭的三合院，產生三合院結合四合院的特色。主要空間位於中軸線上，與兩側南、北廳圍繞中庭，形成建築群核心。屋頂和地坪高度，依「由後至前」、「由內至外」、「左尊右卑」的原則，使空間能表達儒家尊卑次序。

## 歷史

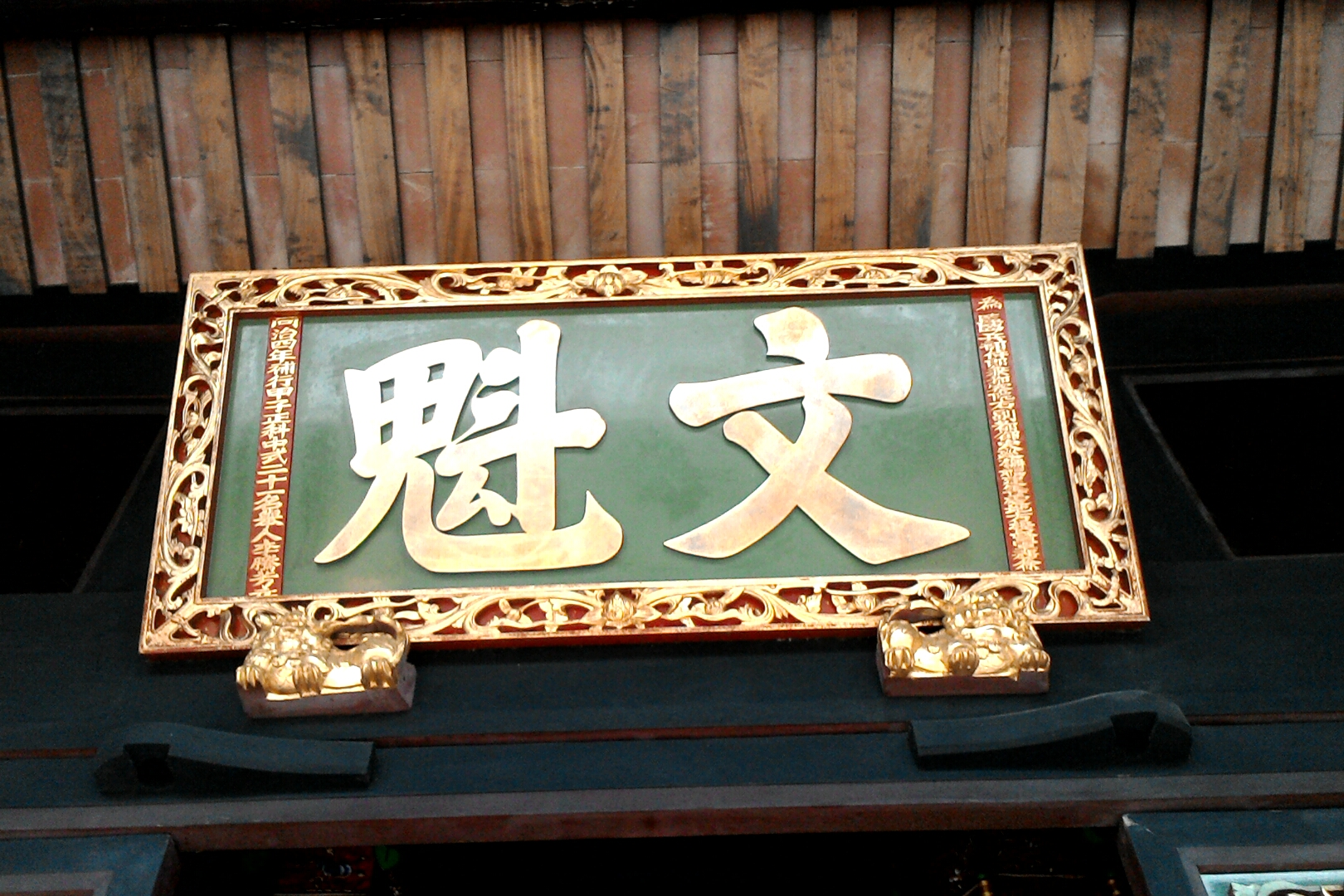
李騰芳「文魁」匾，福建巡撫徐宗幹所贈，1865年。

- 1793年（乾隆58年），李騰芳祖父李先抓於月眉頂厝底建家宅。
- 1856年（咸豐06年），李騰芳中秀才。
- 1859年（咸豐09年），李騰芳捐貢生（明經匾）。
- 1860年（咸豐10年），始建李騰芳宅。
- 1862年（同治元年），立肇慶堂匾及作宅內書法，字畫。
- 1864年（同治03年），李騰芳宅落成（大夫第匾）。
- 1865年（同治04年），李騰芳中舉（文魁匾）。
- 1926年（昭和元年），芝蘭堂落成，位於合院之左側，現已傾頹。
- 1931年（約昭和06年），翻修廳堂與廂房屋頂。
- 1951年（約民國40年），翻修門廳與左右護龍屋頂，重建左右護龍之山牆。
- 1959年（民國48年），葛樂禮颱風造成右側護龍與西北角之外的三個銃櫃毀損。
- 1966年（民國55年），將內埕與外庭改鋪為P.C。
- 1985年（民國74年），由內政部公告為台閩地區國定第二級古蹟。
- 1987年（民國76年），桃園縣政府委託中原大學建築研究所歷史與理論研究室完成《桃園縣二級古蹟李騰芳古宅修復研究》報告。
- 1992年（民國81年），委託徐裕健建築師事務所進行修護工程設計監造。
- 1995年（民國84年），規劃修復古宅原貌。
- 1997年（民國86年），修護工程開工。
- 2004年（民國93年），修護工程完工。

## 照片集

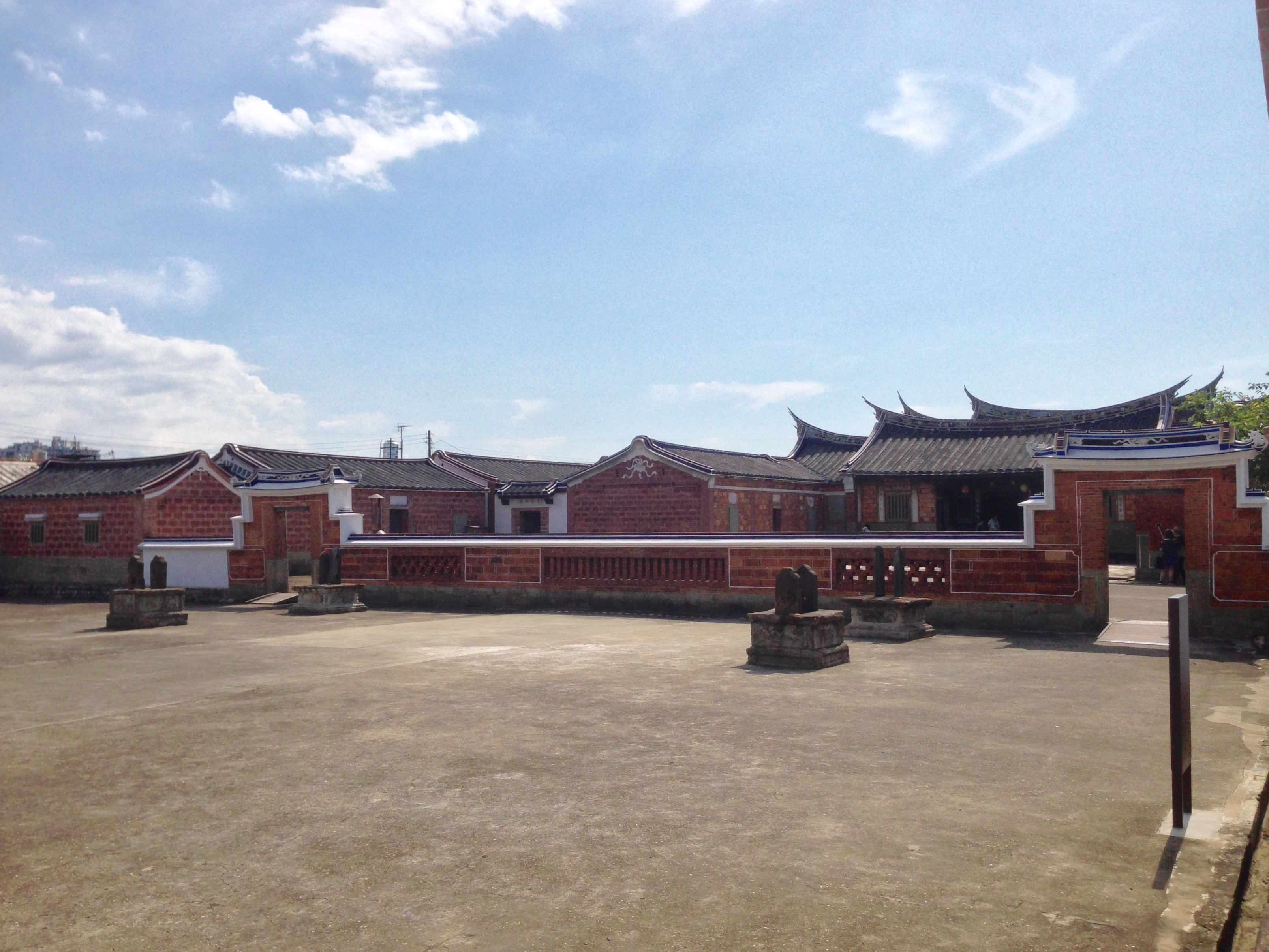
李騰芳古宅外側
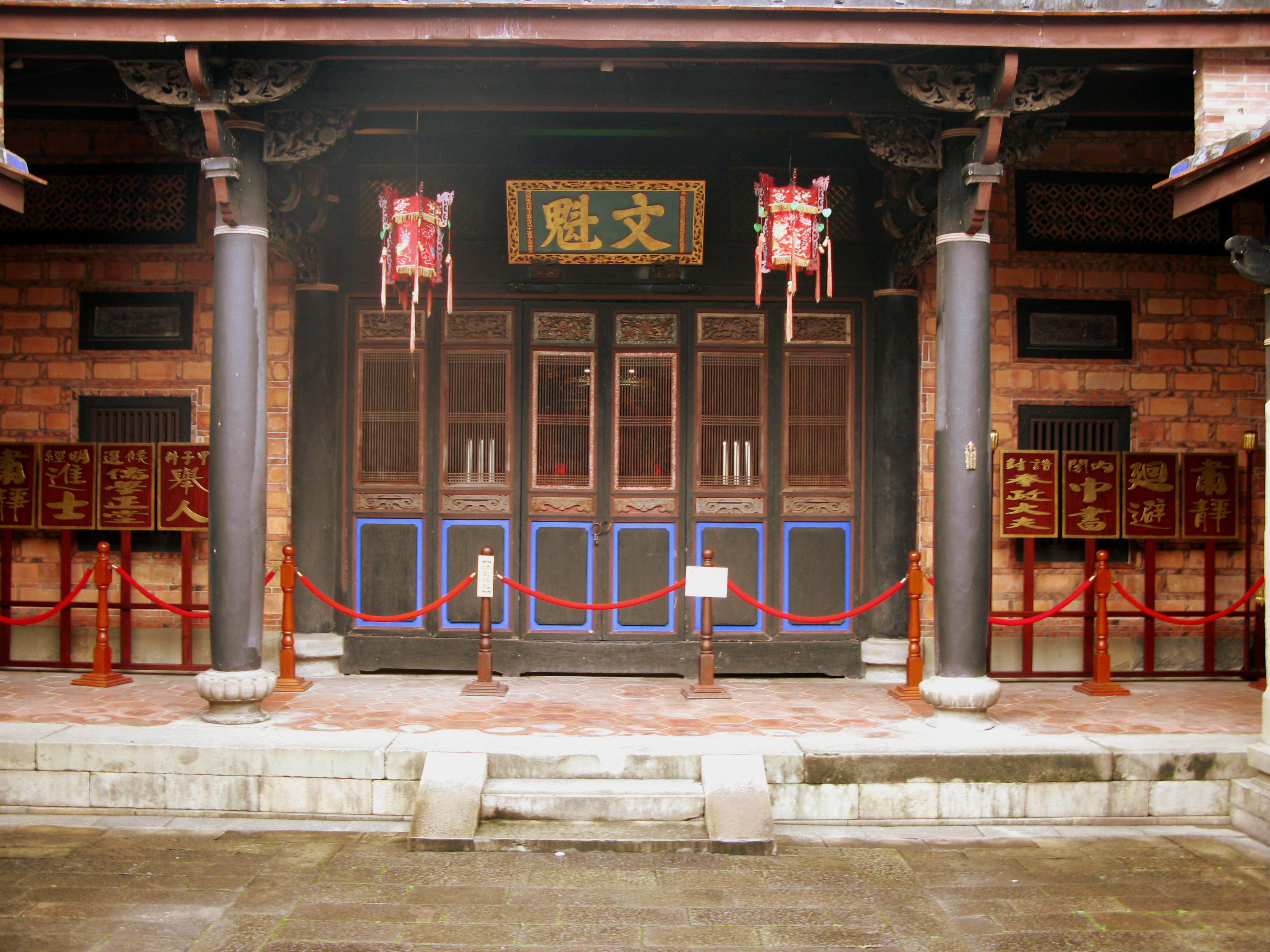
李騰芳祖嗣
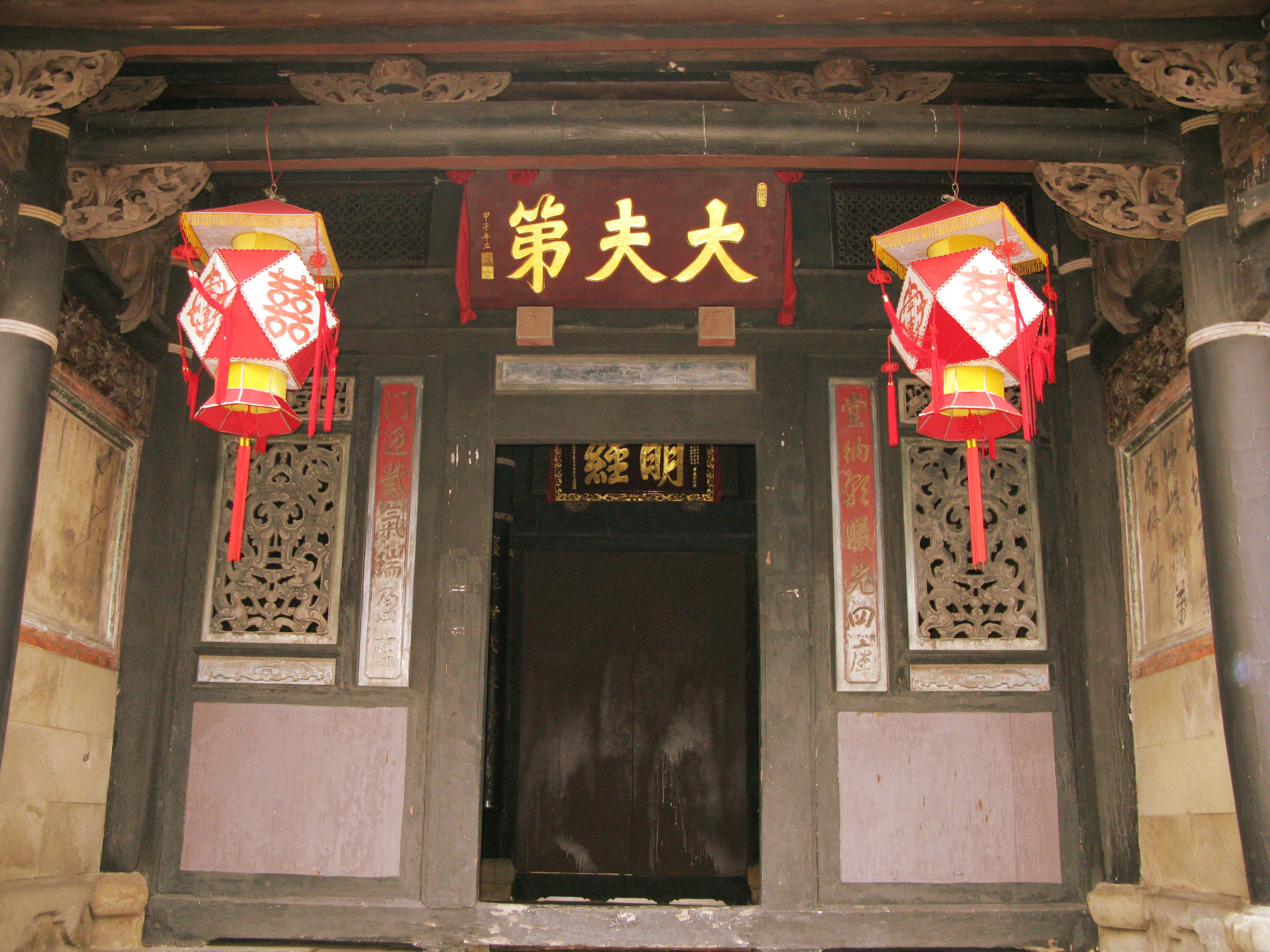
李騰芳古宅大門及匾額
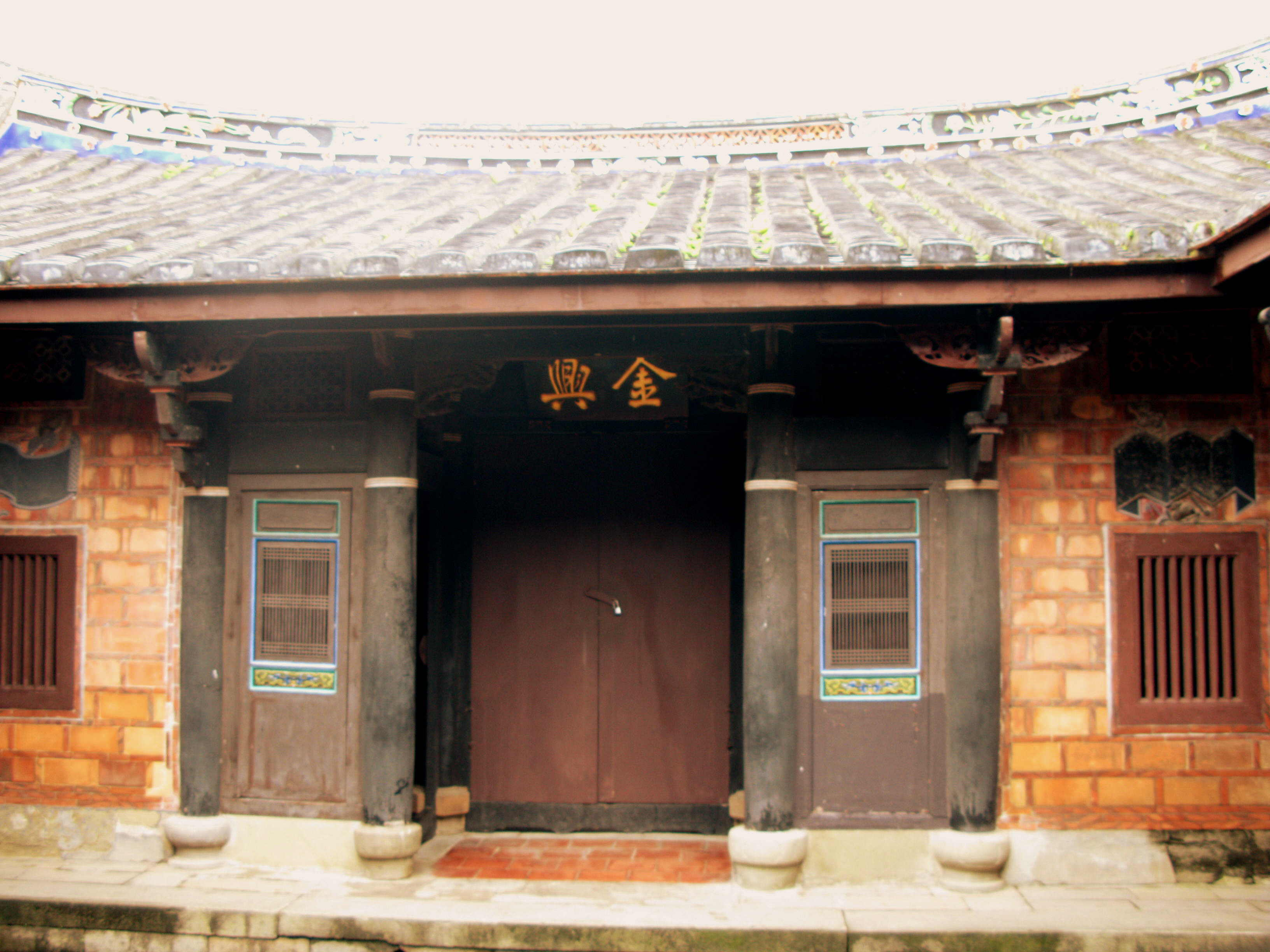
古宅的「家號」匾額
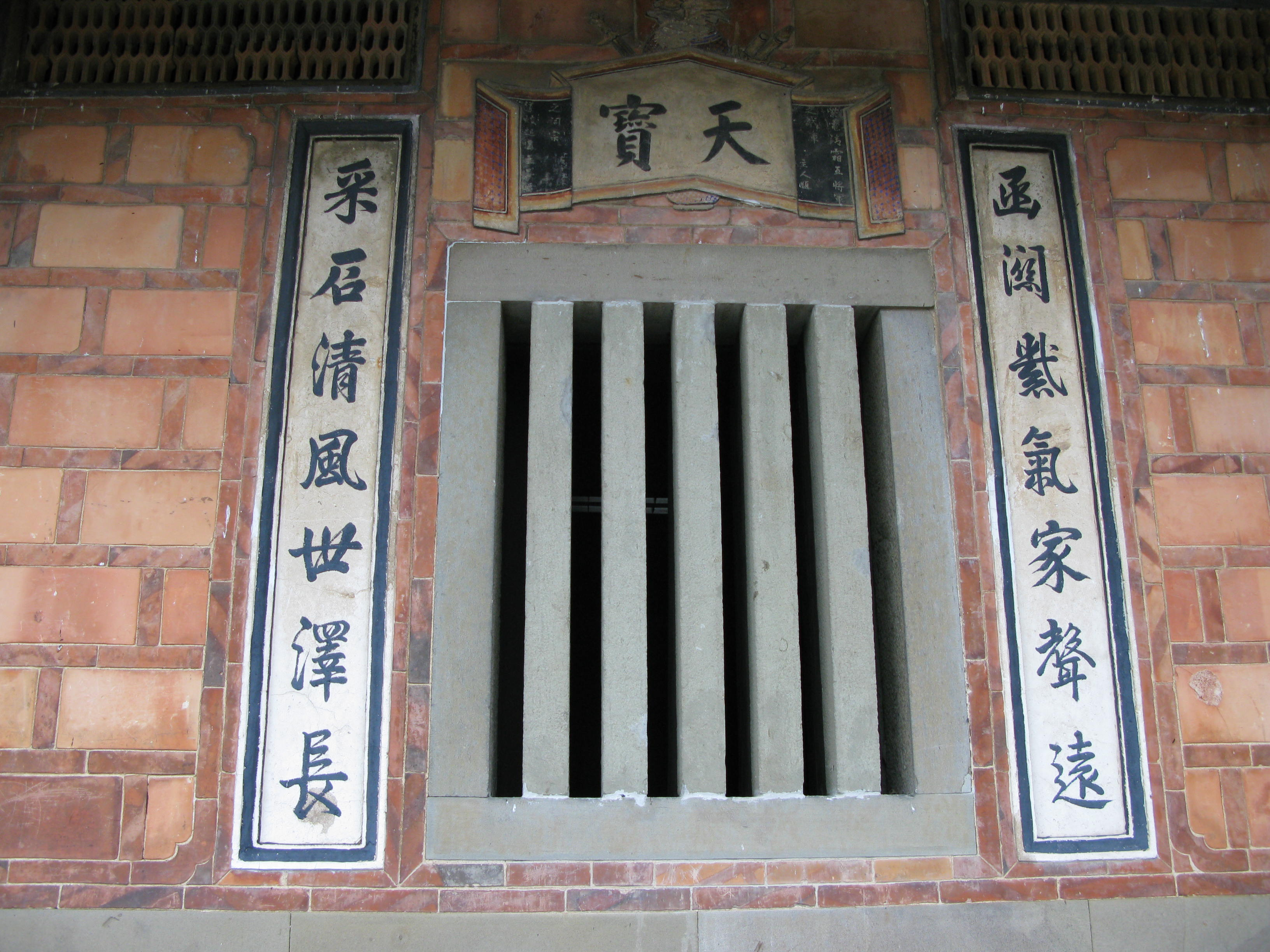
古宅的特色
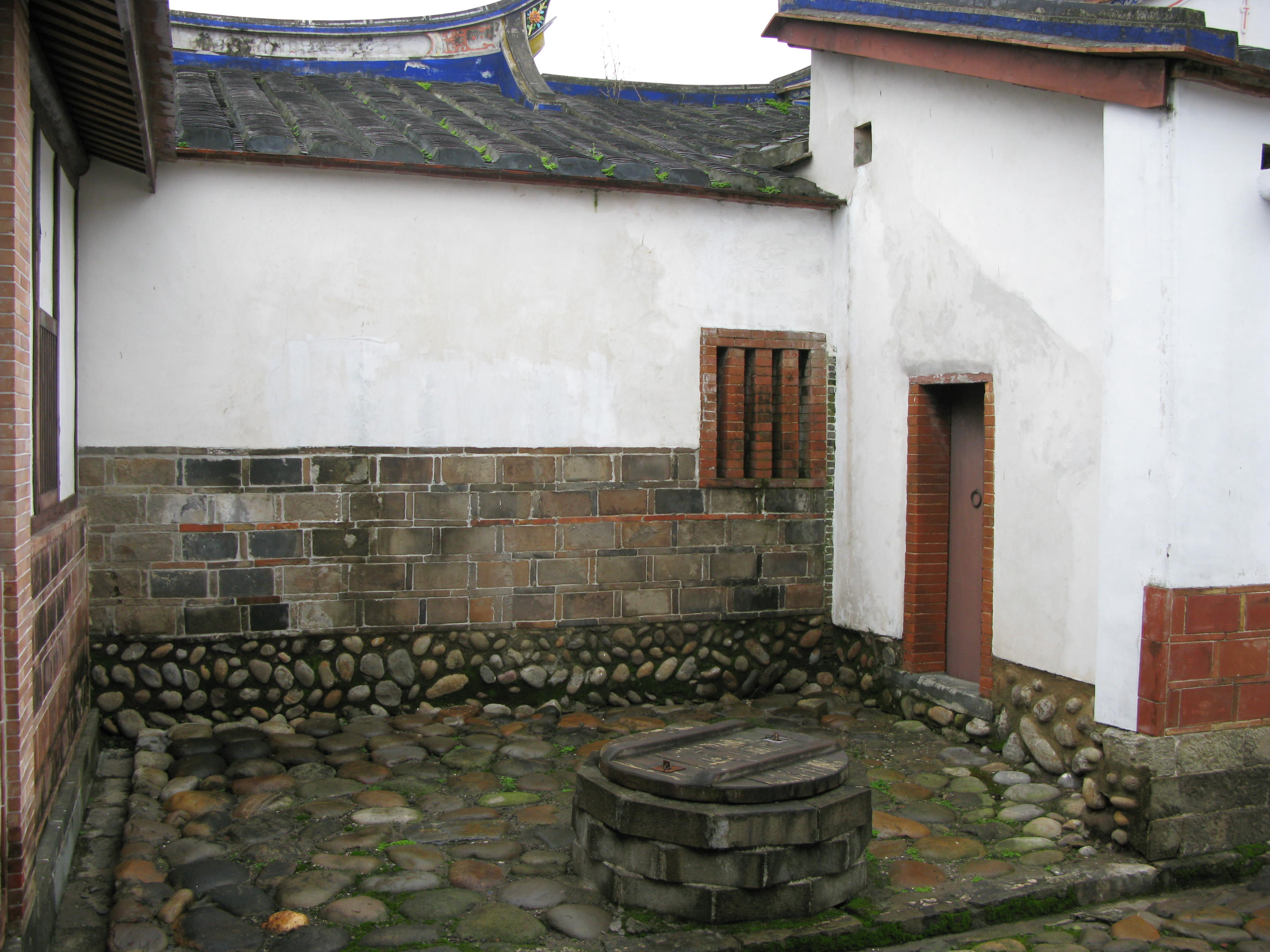
古宅內的井
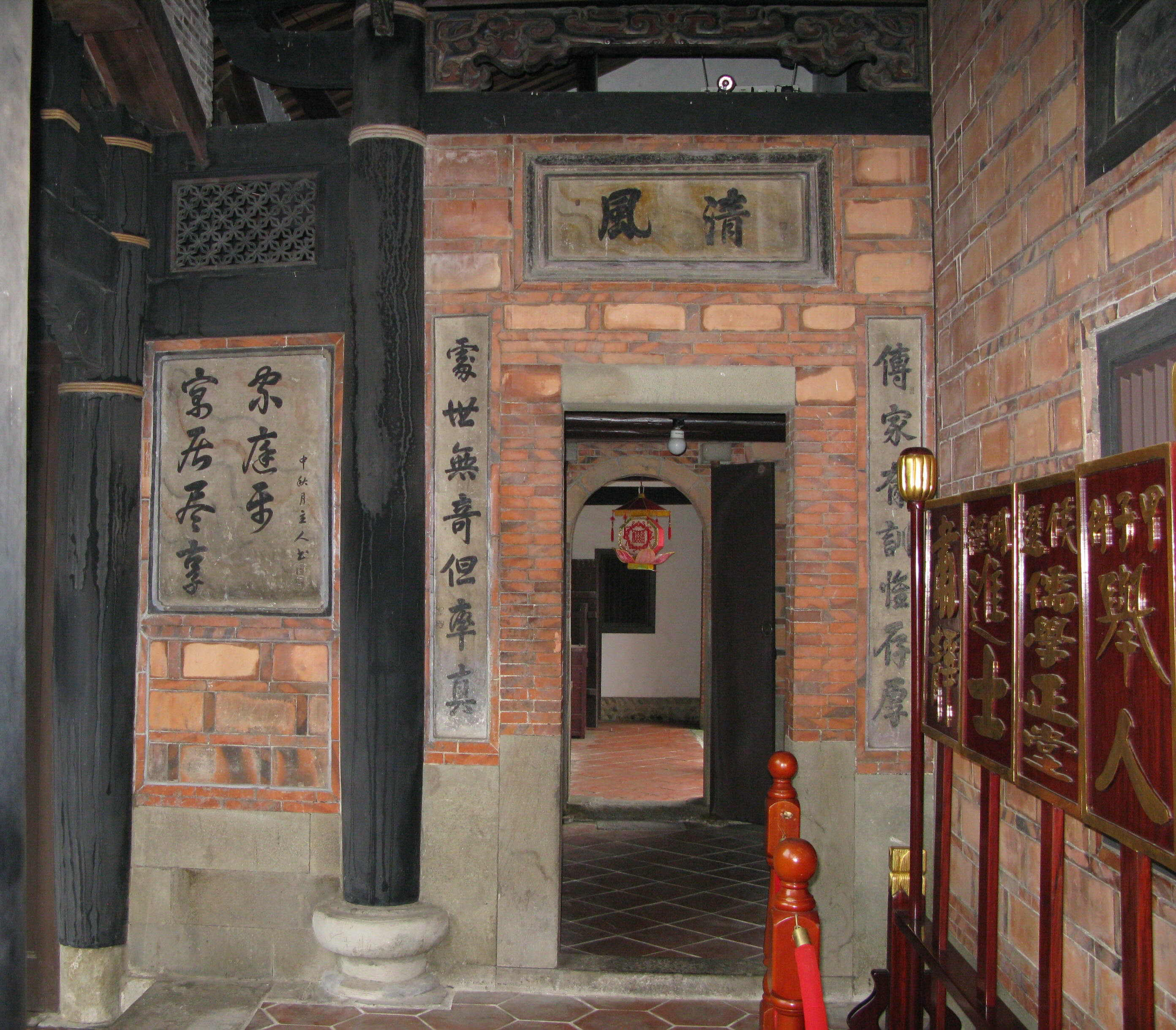
古宅內景
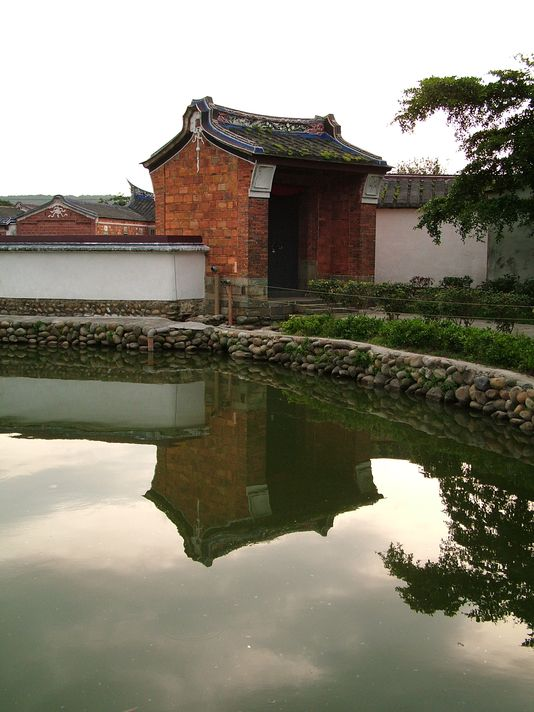
李騰芳古宅入口
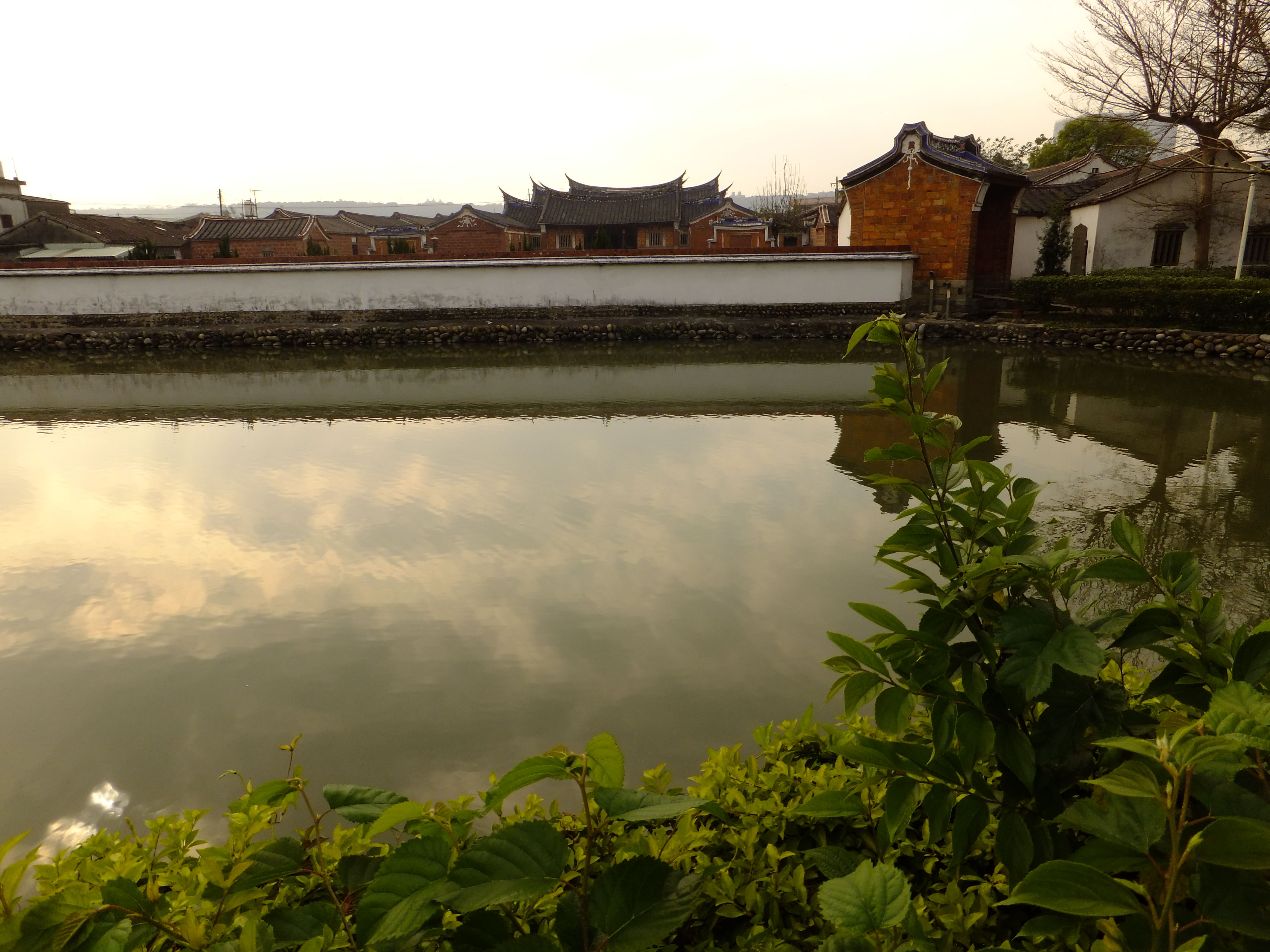
李騰芳古宅入口
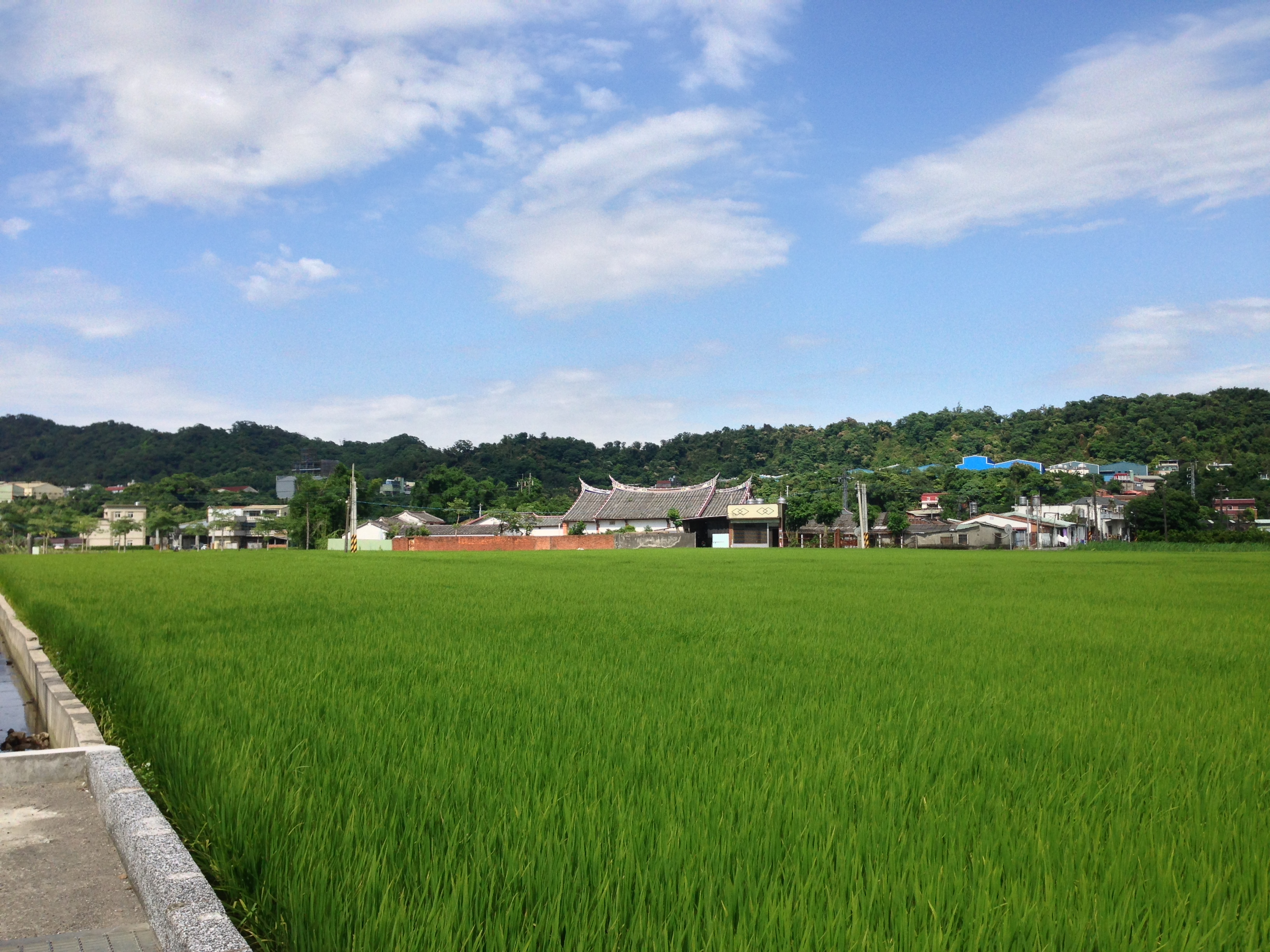
古宅背側

## 外部連結
- 桃園市政府 （页面存档备份，存于）
- 大溪李騰芳古宅 桃園市政府文化局 （页面存档备份，存于）